# Tegecoelotes dysodentatus
Tegecoelotes dysodentatus är en spindelart som beskrevs av Zhang och Zhu 2005. Tegecoelotes dysodentatus ingår i släktet Tegecoelotes och familjen mörkerspindlar. Inga underarter finns listade i Catalogue of Life.